# Omalium septentrionis
Omalium septentrionis — вид жесткокрылых семейства стафилинид.

## Распространение
Распространён в транспалеарктическом регионе.

## Экология
Взрослых жуков можно увидеть в навозе, среди гниющей растительности и на детрите.